# At the Edge of Time
At the Edge of Time es el noveno disco de la banda germana de power metal Blind Guardian, lanzado en julio de 2010. El álbum sigue la línea evolutiva marcada por sus últimos discos, aunque con reminiscencias al estilo de sus primeras etapas en canciones como Tanelorn (Into the Void) o el sencillo A voice in the dark, el cual es considerado por los propios integrantes como un tema que aglutina en sí mismo la esencia de todas las etapas de la banda y fue por ello elegido primer sencillo.
Destacan en este álbum las orquestaciones en algunos de los temas, especialmente en los de apertura y cierre, grabadas en el Rudolfinum de Praga.
Destacan principalmente los temas Sacred Worlds, Curse My Name y Wheel of Time, además del ya mencionado sencillo A Voice in the Dark.

## Formación
- Hansi Kürsch: Voz y coros
- André Olbrich: Guitarra solista
- Marcus Siepen: Guitarra rítmica
- Frederik Ehmke: Batería

## Músicos invitados
- Oliver Holzwarth: Bajo
- Matthias Wiesner: Teclado

## Lista de canciones
Todas las canciones compuestas por Hansi Kürsch y André Olbrich y todas las letras escritas por Kürsch.
| N.º | Título                     | Duración |  |
| 1.  | «Sacred Worlds»            | 9:19     |  |
| 2.  | «Tanelorn (Into the Void)» | 5:58     |  |
| 3.  | «Road of No Release»       | 6:30     |  |
| 4.  | «Ride into Obsession»      | 4:47     |  |
| 5.  | «Curse My Name»            | 5:49     |  |
| 6.  | «Valkyries»                | 6:34     |  |
| 7.  | «Control the Divine»       | 5:25     |  |
| 8.  | «War of the Thrones»       | 4:55     |  |
| 9.  | «A Voice in the Dark»      | 5:41     |  |
| 10. | «Wheel of Time»            | 8:56     |  |